# Wichita County (Texas)
Das Wichita County ist ein County im Bundesstaat Texas der Vereinigten Staaten. Das U.S. Census Bureau hat bei der Volkszählung 2020 eine Einwohnerzahl von 129.350 ermittelt. Der Verwaltungssitz (County Seat) ist Wichita Falls.

## Geographie
Das County liegt im Norden von Texas, grenzt im Norden an Oklahoma und hat eine Fläche von 1639 Quadratkilometern, wovon 14 Quadratkilometer Wasserfläche sind. Es grenzt im Uhrzeigersinn an folgende Countys: Tillman County und Cotton County, beide in Oklahoma, Clay County, Archer County und Wilbarger County.

## Geschichte
Wichita County wurde 1858 aus Teilen des Cooke County gebildet. Benannt wurde es nach dem Wichita-Indianerstamm.

## Demografische Daten

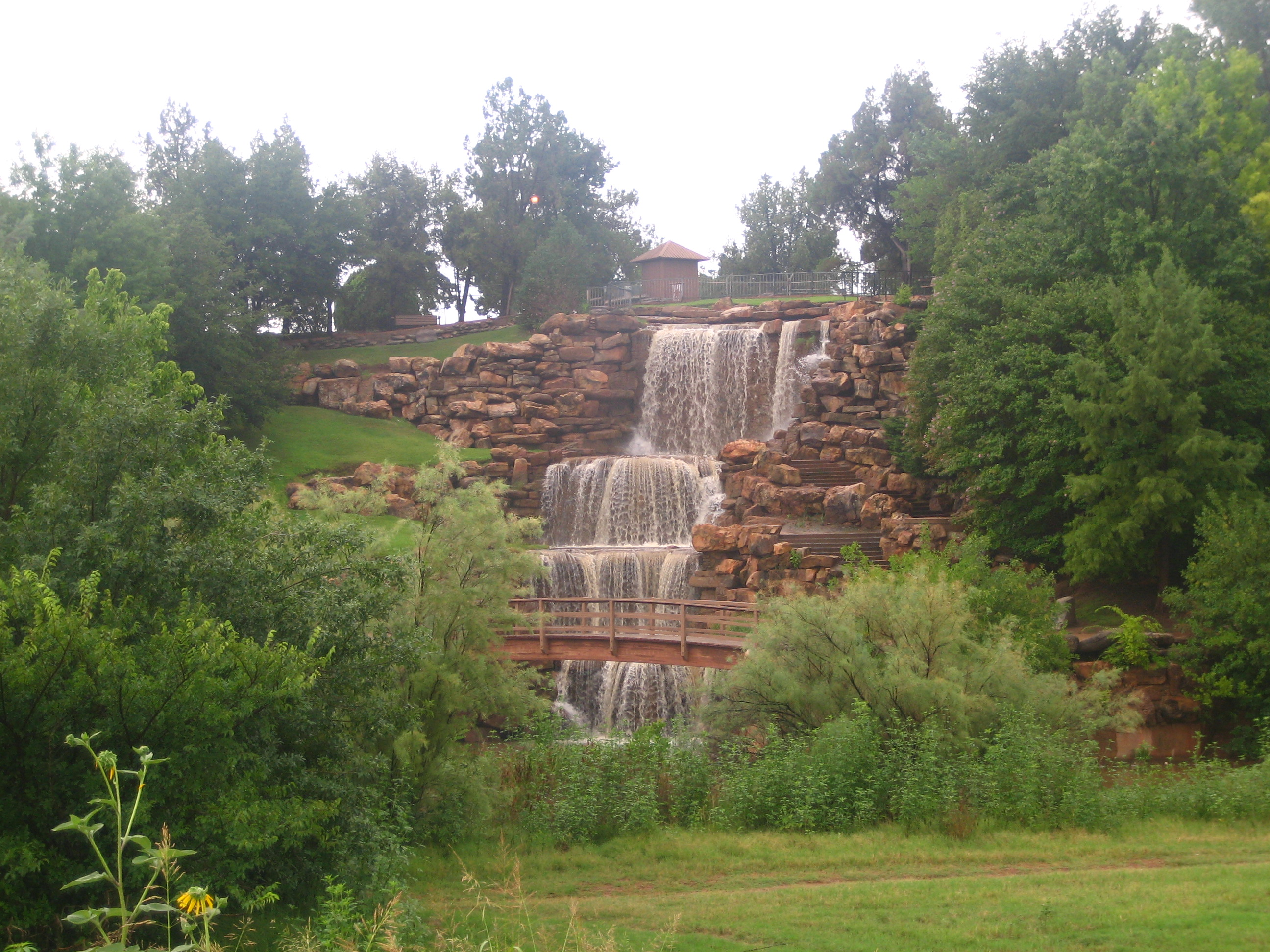
Wasserfälle am Oberlauf des Wichita Rivers

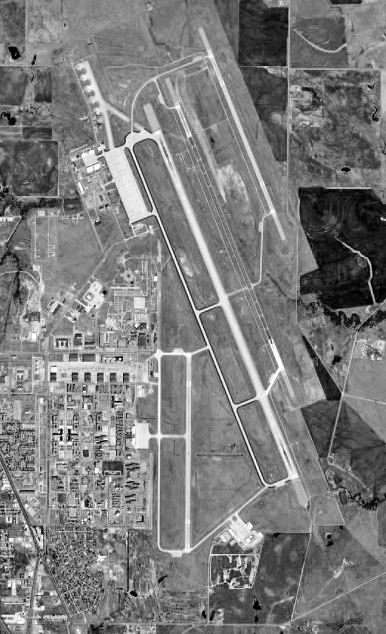
Luftaufnahme der Sheppard Air Force Base mit dem Tyler Airport

Nach der Volkszählung im Jahr 2000 lebten im Wichita County 131.664 Menschen in 48.441 Haushalten und 32.891 Familien. Die Bevölkerungsdichte betrug 81 Einwohner pro Quadratkilometer. Ethnisch betrachtet setzte sich die Bevölkerung zusammen aus 78,76 Prozent Weißen, 10,23 Prozent Afroamerikanern, 0,89 Prozent amerikanischen Ureinwohnern, 1,84 Prozent Asiaten, 0,09 Prozent Bewohnern aus dem pazifischen Inselraum und 5,51 Prozent aus anderen ethnischen Gruppen; 2,68 Prozent stammten von zwei oder mehr Ethnien ab. 12,23 Prozent der Einwohner waren spanischer oder lateinamerikanischer Abstammung.
Von den 48.441 Haushalten hatten 33,6 Prozent Kinder oder Jugendliche, die mit ihnen zusammen lebten. 52,3 Prozent waren verheiratete, zusammenlebende Paare 11,9 Prozent waren allein erziehende Mütter und 32,1 Prozent waren keine Familien. 27,2 Prozent waren Singlehaushalte und in 10,6 Prozent lebten Menschen im Alter von 65 Jahren oder darüber. Die durchschnittliche Haushaltsgröße betrug 2,49 und die durchschnittliche Familiengröße betrug 3,04 Personen.
27,9 Prozent der Bevölkerung war unter 18 Jahre alt, 9,5 Prozent zwischen 18 und 24, 24,8 Prozent zwischen 25 und 44, 21,6 Prozent zwischen 45 und 64 und 16,2 Prozent waren 65 Jahre alt oder älter. Das Durchschnittsalter betrug 36 Jahre. Auf 100 weibliche Personen kamen 98 männliche Personen und auf 100 Frauen im Alter von 18 Jahren oder darüber kamen 91,7 Männer.

Das jährliche Durchschnittseinkommen eines Haushalts betrug 33.780 USD, das Durchschnittseinkommen einer Familie betrug 40.937 USD. Männer hatten ein Durchschnittseinkommen von 28.687 USD, Frauen 21.885 USD. Das Prokopfeinkommen betrug 16.965. 13,2 Prozent der Einwohner 10,3 Prozent der Familien lebten unterhalb der Armutsgrenze.

## Städte und Gemeinden
| - Burkburnett - Electra | - Iowa Park - Kamay | - Lakeside City - Wichita Falls |